# T'ien Hu Colles
I T'ien Hu Colles sono una struttura geologica della superficie di Venere.